# Роже Гароди
Роже Гароди (фр. Roger Garaudy; Марсељ, 17. јул 1913 — Париз, 13. јун 2012) био је француски писац и филозоф, теоретичар марксизма, бивши члан Централног комитета Комунистичке партије Француске.
Ступио је у француску војску 1939. године. Доспео је у концентрациони логор за време прохитлеровског режима Филипа Петена. Из логора је изашао 1943. Године 1945. био је изабран у парламент Француске, потпредседник парламента и сенатор. Члан комунистичке партије постао је 1945, члан Политбироа 1956, а из КП Француске је искључен 1970. године. Будући да је иступао као марксист, његов прелазак у ислам 1982, био је неочекиван. Од 1962. посветио се научном раду.
Својом студијом о реализму „Реализам без обала“ проширио је значење овог појма и на модерну књижевност (дела Кафке и др.)
- , (1946), антифашистички роман-дневник,
- (1947), роман,
- О реализму без граница (1963).